# David Klöcker Ehrenstrahl
David Klöcker Ehrenstrahl (Hamburg, 1628. április 25.  – Stockholm, 1698. október 23.) svéd festő, udvari arcképfestő, a „svéd festőművészet atyja”. Lánya Anna Maria Ehrenstrahl, unokaöccse David von Krafft, szintén festőművészek.

## Élete és munkássága
Ehrenstrahl fiatal korában Hollandiában tanult festészetet, majd 1652-ben költözött Svédországba Carl Gustaf Wrangel gróf meghívására, aki munkát és továbbtanulási lehetőséget kínált számára Skokloster kastélyban. Ehrenstahl még 1652-ben megfestette a gróf lovas portréját. Festett néhány zsánerkép-jellegű portrét is Joachim von Sandrart német és Gerard van Honthorst holland festők stílusában.
Munkáit megkedvelte Hedvig Eleonóra svéd királyné (Hedvig Eleonora av Holstein-Gottorp), X. Károly Gusztáv svéd király felesége is, aki támogatta abban, hogy 1654-ben Olaszországba utazhasson, és a kor szokásainak megfelelően ott mélyítse el festői ismereteit. Itáliában elsősorban a velencei festészet gyakorolt rá nagy hatást; Pietro da Cortona tanítványa volt.
Olaszország után még felkereste a francia és az angol királyi udvart is, majd 1661-ben visszatért Svédországba.  Megkapta az „udvari portréfestő” rangját 600 ezüsttalléros éves fizetéssel. Az udvar és környezete elhalmozták megrendelésekkel, úgyhogy
segítőket kellett felvennie, és egyre inkább csak a végső simításokat végezte el az általa szignált festményeken.
1674-ben svéd nemesi rangot kapott, 1690-ben udvari intendánssá nevezték ki.
Alkotásai közül kiemelkednek a stockholmi Riddarhuset (lovagi palota), a drottningholmi és gripsholmi kastélyok mennyezeti freskói, allegórikus motívumokkal.
2000-ben a svéd posta kiadta addigi legnagyobb méretű bélyegét, amit a Svéd királyok nevezetes cselekedetei című Ehrenstahl-festményről mintázott Czesław Słania lengyel-svéd rézmetsző..
Ehrenstahlt a portrék és freskók mellett bensőségesebb, frissebb hangulatú zsánerképeket is festett. Munkái megtalálhatók a nagyobb svéd múzeumokban.

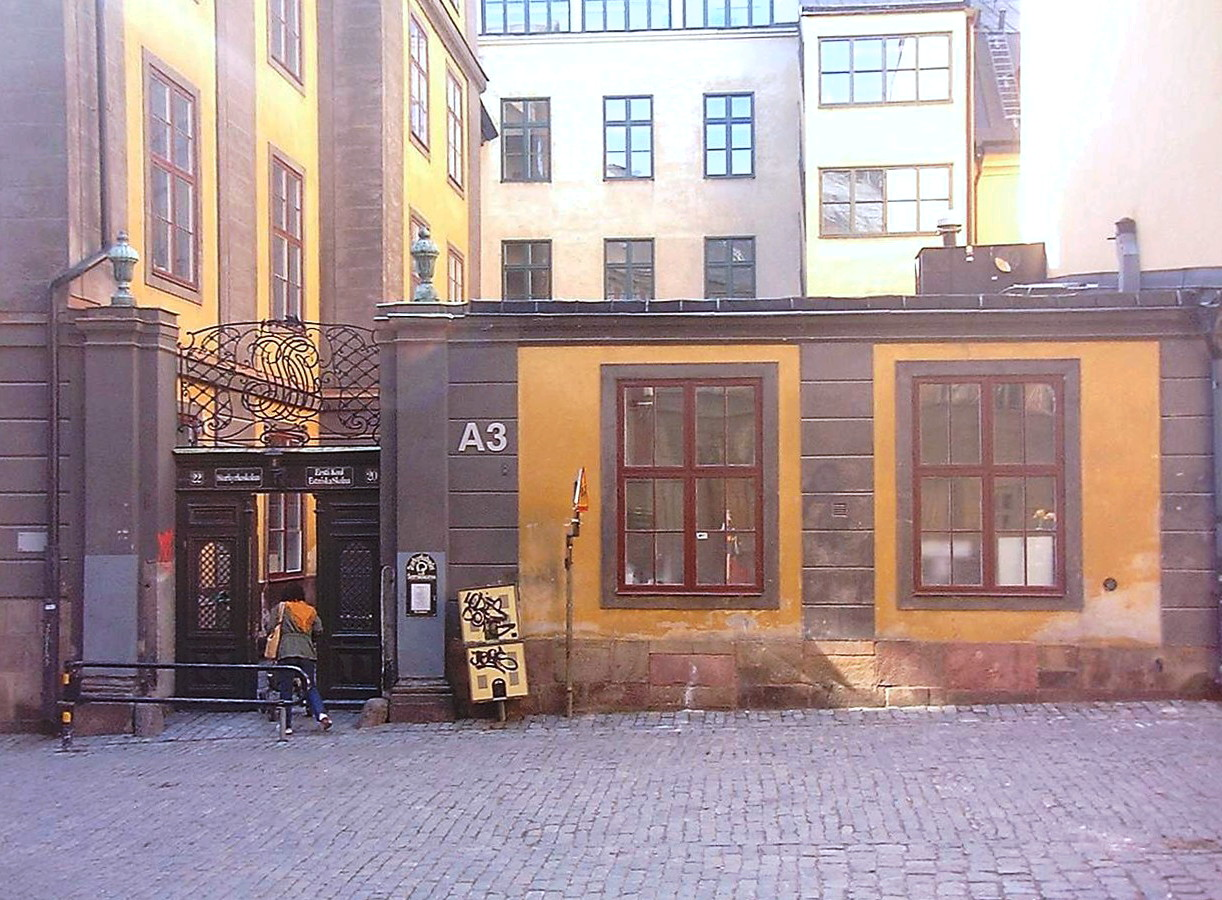
Az Ehrenstrahlska ház 2007-ben

Sok tanítványa között volt unokaöccse, David von Krafft, Mikael Dahl, valamint a lánya, Anna Maria (1666-1720), aki apjához hasonlóan allegóriákat és portrékat festett. Tanítványai számára írta a Kort handledning i målarkonsten (Rövid útmutató a festészethez) című könyvét, ami az első svéd nyelvű művészet-elméleti munka. Megbecsültségét mutatja, hogy a „svéd festészet atyja” néven emlegették.
Ehrenstrahl építtette 1666-ban az Ehrenstrahlska házat a Svartmangatan utca 22. szám alatt a Gamla stanban, Stockholm óvárosában.
Az Ehrenstrahlsvägen nevű utca Stockholm Södra Ängby kerületében valószínűleg róla kapta a nevét.

## Képeiből

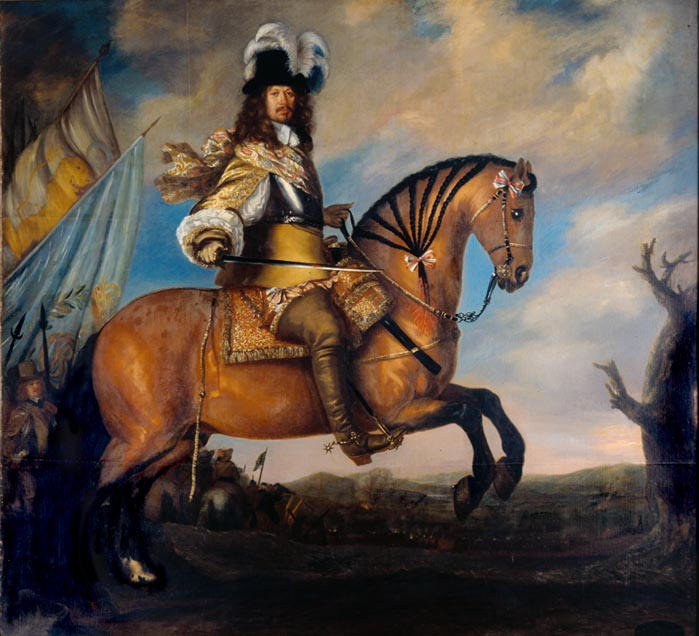
Carl Gustaf Wrangel
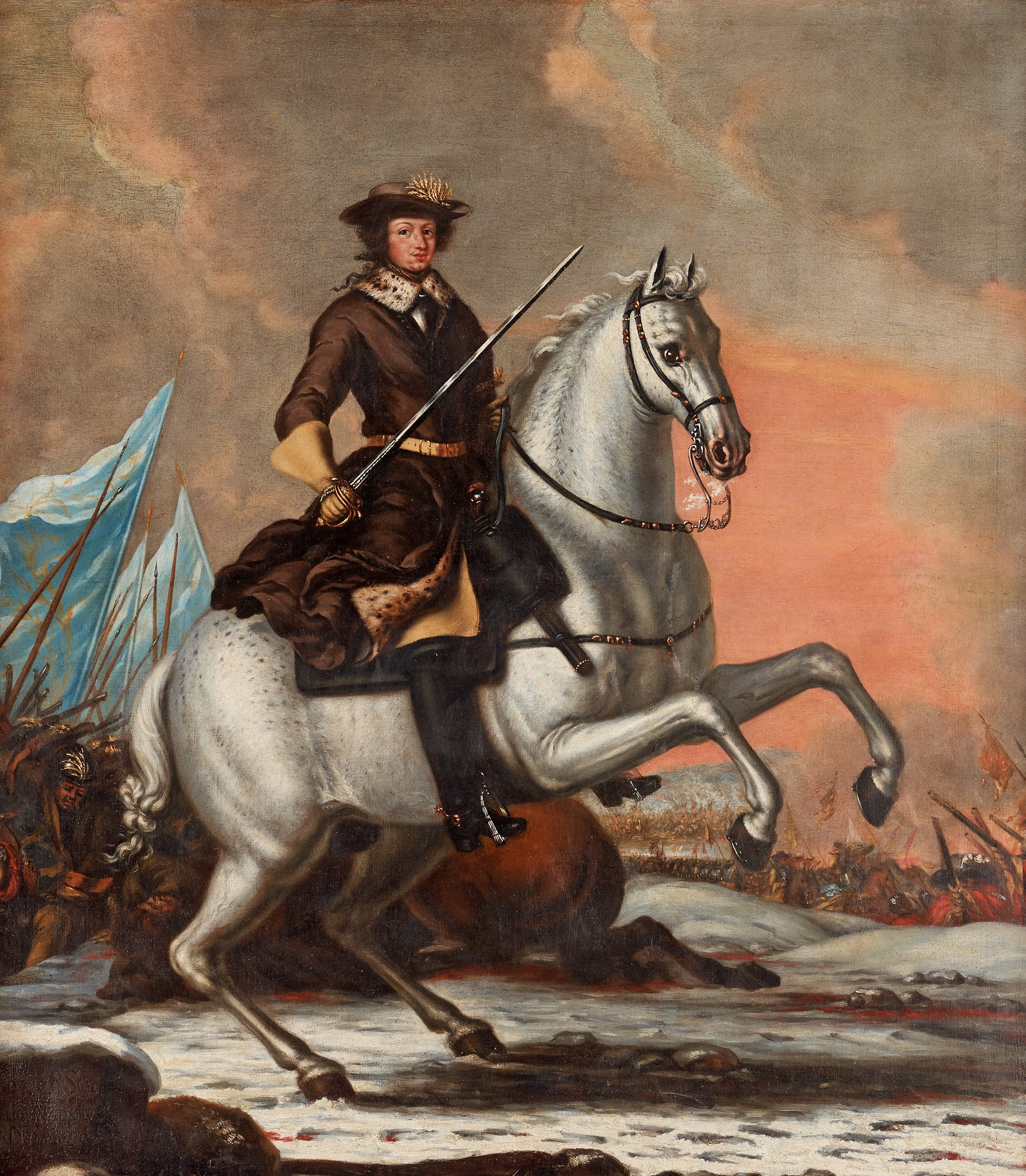
XI. Károly svéd király
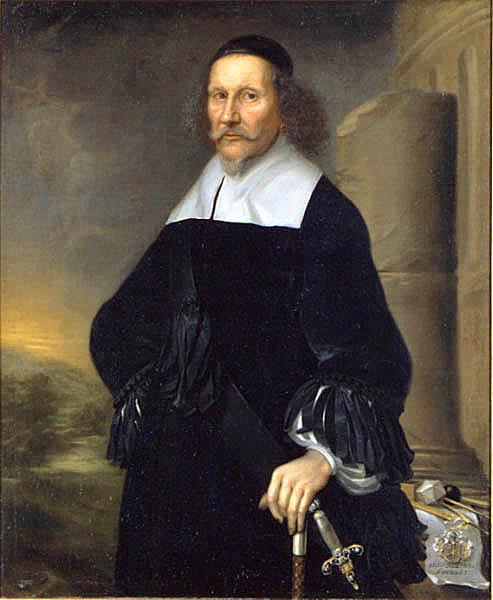
Georg Stiernhielm
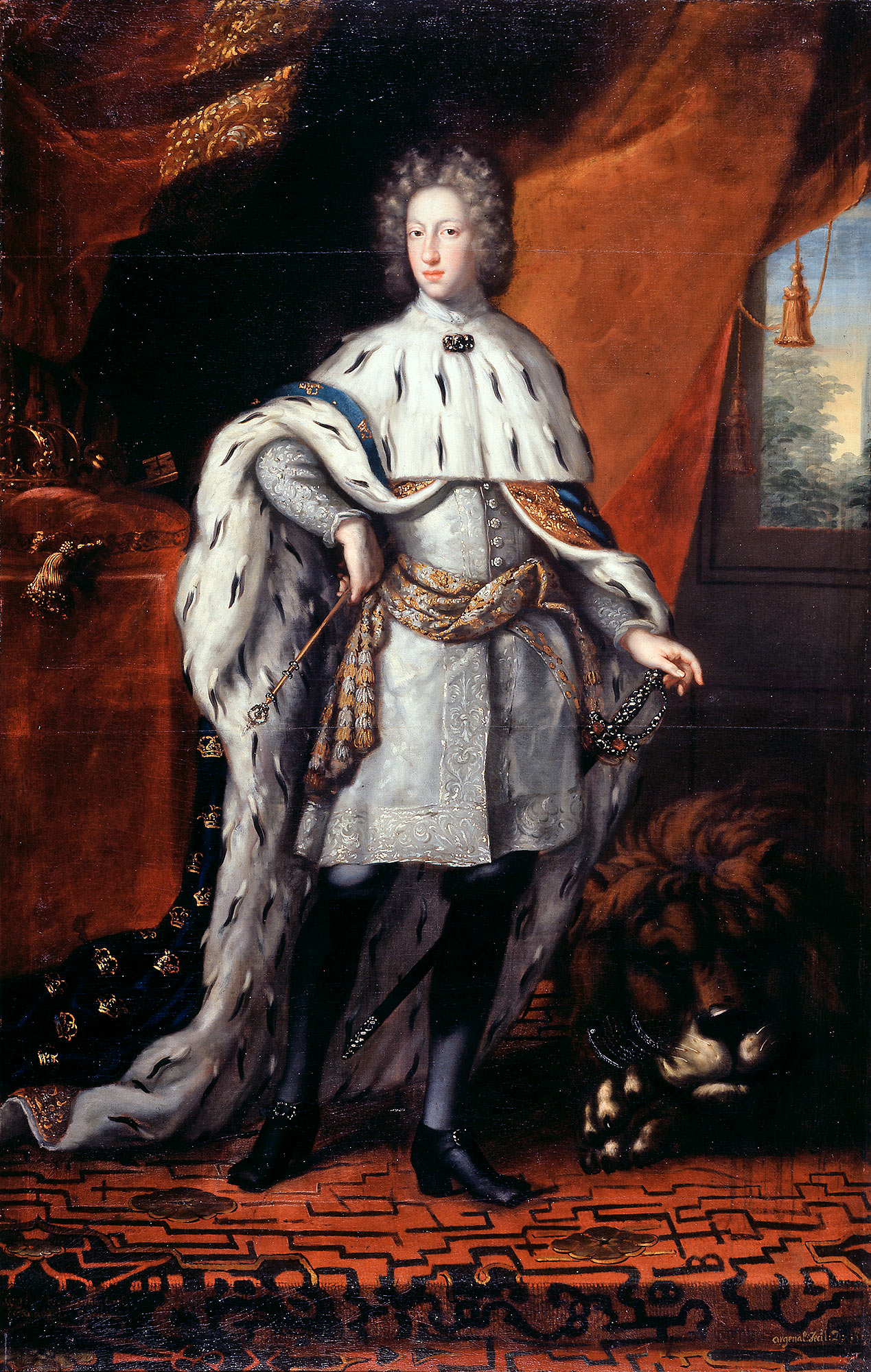
XII. Károly svéd király

## Fordítás
- Ez a szócikk részben vagy egészben  a   David Klöcker Ehrenstrahl című svéd Wikipédia-szócikk ezen változatának fordításán alapul.  Az eredeti cikk szerkesztőit annak laptörténete sorolja fel. Ez a jelzés csupán a megfogalmazás eredetét és a szerzői jogokat jelzi, nem szolgál a cikkben szereplő információk forrásmegjelöléseként.